# دي جيبسون
دي جيبسون (25 أغسطس 1923 في الولايات المتحدة - 8 أبريل 2003 ببولينغ غرين في الولايات المتحدة) (بالإنجليزية: Dee Gibson)‏ هو لاعب كرة سلة أمريكي في مركز هجوم خلفي. لعب مع أتلانتا هوكس وLouisville Alumnites ‏.

## وصلات خارجية
- دي جيبسون على موقع إن بي أي (الإنجليزية)
- دي جيبسون على موقع سبورتس رفرنس (الإنجليزية)
- دي جيبسون على موقع كلية كرة السلة في سبورتس رفرنس.كوم (الإنجليزية)
- دي جيبسون على موقع ريلجم (الإنجليزية)
- دي جيبسون على موقع بروبوليرز (الإنجليزية)
- دي جيبسون على موقع سبورتس رفرنس (الإنجليزية)